# التسلسل الزمني للصراع الإسرائيلي الفلسطيني 2021
فيما يلي تسلسل زمني للأحداث خلال الصراع الإسرائيلي الفلسطيني في عام 2021، وتشمل الاشتباكات الإسرائيلية الفلسطينية عام 2021.

## مايو

### 6 مايو
نظم فلسطينيون وقفة تضامنية مع أهالي حي الشيخ جراح الذين يواجهون قرارًا من المحكمة الإسرائيلية العليا بإخلاء 7 عائلات فلسطينية من سكان الحي من منازلهم لصالح إسكان مستوطنين إسرائيليين مكانهم. ردت الشرطة الإسرائيلية باستخدام الرصاص المعدني المغلف بالمطاط وقنابل الصوت واعتدت على المشاركين واعتقلت 6 من سكان الحي وأصابت أكثر من 136 فلسطيني.

### 7 مايو
توافق يوم 7 مايو مع يوم الجمعة الأخيرة من شهر رمضان 1442 هـ «الجمعة اليتيمة» حيث أدى 70 ألفًا فقط من الفلسطينيين صلاة الجمعة في المسجد الأقصى بسبب إجراءات الاحتلال الإسرائيلي حيث أغلق الطرق ومنع وصول الحافلات ولم يمنح تصاريح الصلاة للفلسطينيين في الضفة الغربية. يتسع المسجد الأقصى لنحو 200 ألف مصلٍ.
وقعت مواجهات بين شبان فلسطينيين ومجموعة من المستوطنين الإسرائيليين كانت بحماية قوات الاحتلال الإسرائيلي بعدما اعتدى المستوطنون على وقفة تضامنية مع أهالي حي الشيخ جراح، حيث هاجم المستوطنون المتضامنين برش غاز الفلفل أثناء إفطارهم وقت صلاة المغرب، إضافة إلى استخدامهم أدوات حادة والحجارة نتج عنها إصابات.
بحلول صلاة العشاء، اقتحم آلاف من جنود الشرطة الإسرائيلية باحات المسجد الأقصى واعتدوا على المُصلين أثناء تأديتهم الصلاة بقنابل الغاز والصوت والرصاص المعدني المُغلف بالمطاط؛ مما أسفر عن إصابة أكثر من 205 فلسطيني في المسجد الأقصى وباب العامود والشيخ جراح؛ مما اضطر جمعية الهلال الأحمر الفلسطيني عن فتح مستشفى ميداني في حي الصوانة شرق الحرم القدسي. من بين الإصابات، 3 أُصيبوا في العين حيث فقد أحدهم عينه، و2 إصابة خطيرة في الرأس، وإصابتان بكسر في الفك.
ذكرت الشرطة الإسرائيلية أن 17 من ضباطها أُصيبوا بجروح.

### 8 و9 مايو
ساد هدوء حذر في المسجد الأقصى ومحيط البلدة القديمة مع انتشار كثيف لجنود الاحتلال الإسرائيلي، ووقعت مواجهات ليلية في حي الشيخ جراح وباب العامود والبلدة القديمة نتج عنها جرح 90 فلسطيني، واعتقال حوالي 45 فلسطينيًا.
أغلق الاحتلال حي الشيخ جراح، ومنع دخول غير سكانه.

### 10 مايو
تجدّدت الاشتباكات في صبيحة اليوم العاشر من مايو الموافق 28 رمضان 1442 بين قوات الاحتلال والفلسطينيين بعد اقتحام آلاف من أفراد الشرطة الإسرائيلية المسجد الأقصى، حيث أطلقوا الرصاص الحي، والرصاص المُغلف بالمطاط وقنابل الصوت والغاز، واعتدوا على الصحفيين والمُسعفين، وأغلقوا العيادة الصحية في المسجد الأقصى ومنعوا نقل المصابين إلى المستشفيات. أسفرت المواجهات عن إصابة أكثر من 331 فلسطيني بينهم 7 حالات خطرة للغاية في المسجد ومحيط البلدة القديمة نُقل 228 إصابة إلى مستشفيات جمعية المقاصد الخيرية الإسلامية، ومستشفى المُطلع، ومستشفى الفرنساوي، والمستشفى الميداني للهلال الأحمر في حي الصوانة.

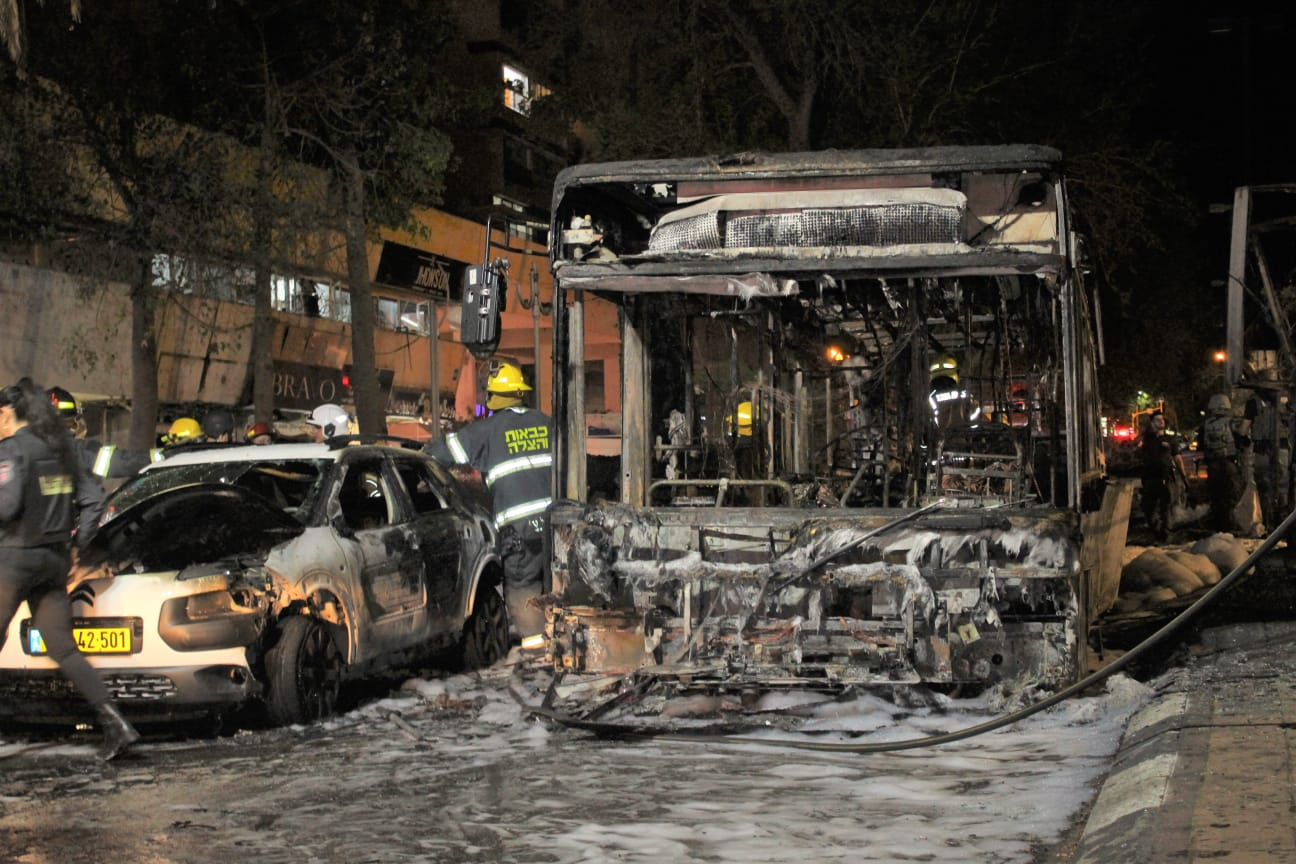
صورة تُظهر حافلة وسيارة محترقتين بعدما سقطت عليهما صواريخ المقاومة الفلسطينيّة في مدينة حولون.

أدَّى عشرات الفلسطينيين صلاة الظهر قُرب باب الأسباط بعد منعِ الاحتلال لهم من الدخول إلى المسجد الأقصى، في الوقتِ الذي وصلت فيهِ أعدادٌ من المستوطنين اليهود إلى محيط المسجد تحضيرًا لمخطّطٍ لاقتحامه. انتشرت بعدها فيديوهاتٌ وصورٌ على الإنترنت تُظهر آثار اقتحام قوات الاحتلال للمسجد الأقصى وأعمال الحرق التي طالت المصاحف فضلًا عن تكسير عددٍ من نوافذ المصلّى القبلي.
عزَّز الجيش الإسرائيلي من قواته في حيّ الشيخ جراح في القدس، تزامنًا معَ وصول عددٍ كبيرٍ من شرطة الاحتلال لتأمين زيارة أعضاء الكنيست المتطرفين إلى الحي وذلك في تمام الثالثة مساءً (توقيت القدس). اعتدت قوات الاحتلال من جديدٍ على متضامنين بحي الشيخ جراح ثمّ سمحت لمستوطنين آخرين – حصلوا على دعمٍ من أعضاء الكنيست – باقتحامه. أعلنَ بعدها الهلال الأحمر الفلسطيني عن ارتفاعِ عدد الإصابات في صفوف الفلسطينيين في القدس إلى 331 إصابة بينها 7 بحالة حرجة.
نشرت كتائب القسام في الرابعة وخمس وأربعين دقيقة بيانًا تقول فيه أنّ قيادة المقاومة تُمهل إسرائيل حتى السادسة مساءً لسحب جنودها من الأقصى وإطلاق سراح المعتقلين. نقلت بعدها وسائل إعلام إسرائيلية خبر قرار الحكومة الإسرائيليّة تغيير مسار الرحلات الجوية المدنيّة بمطار بن غوريون تحسبًا لتصعيدٍ من غزة، فيما نقلت وسائل إعلامٍ أخرى خبر فتح مدن وبلدات إسرائيلية عدة في غلاف غزة الملاجئ العامّة تحسبا لأيّ رشقاتٍ صاروخيةٍ من القطاع.
سُمعت عند الساعة الـ 05:43 مساءً دوي انفجاراتٍ في محيط معبر بيت حانون-إيريز شمالي قطاع غزة، وفي تمامِ الساعة الـ 06:04 أُطلقت رشقة صاروخية من قطاع غزة باتجاه المستوطنات الإسرائيليّة وذلك مع انتهاءِ المهلة التي حددتها قيادة المقاومة. سُمع حينها دوي انفجاراتٍ في القدس ناجمة عن إطلاقِ الصواريخ من قطاع غزة، ثمّ أعلنت بعدها بدقائق كتائب القسّام عن توجيهِ «ضربة صاروخية للعدو في القدس المحتلة ردًا على جرائمه وعدوانه على المدينة المقدسة»، وأضافت الكتائب: «صواريخنا رسالةٌ على العدو أن يفهمها جيدًا وإن عدتم عدنا وإن زدتم زدنا».
سُمعت صفّارات الإنذار تدوي في القدس كما سُمعت عدة انفجارات في المدينة، في الوقتِ الذي أكّد فيهِ الجيش الإسرائيلي إطلاق صاروخٍ مضادٍ للدروع من شمال قطاع غزة باتجاه «إسرائيل»، فيما أكّدت وسائل إعلامٍ مقربةٍ من تل أبيب عاجل إطلاق 10 صواريخ من قطاع غزة أسقطت القبة الحديديّة 7 منها. من جانبها أعلنت سرايا القدس في تمامِ السادسة والنصف مسؤوليتها عن استهدافِ عربة عسكرية إسرائيلية شرق غزة بصاروخ موجه مؤكّدة إصابة العربة.
أُطلقت بعدها رشقةٌ صاروخيةٌ ثانيةٌ من قطاع غزة باتجاه المستوطنات الإسرائيليّة، وهو ما تسَّببَ في توقّف مسيرة المستوطنين في القدس، في الوقتِ الذي واصلت فيهِ المقاومة الفلسطينية قصفَ المستوطنات والمواقع الإسرائيلية برشقات صاروخية. مثلما فعلت سرايا القدس حينما أكّدت أنها قصفت مدينة سديروت الإسرائيلية بـ 30 صاروخًا.
استهدفت طائرات الاحتلال الإسرائيلي في السابعة ودقائق مدنيين فلسطينيين في بيت حانون شمال شرقي قطاع غزة. تسبّبَ القصفُ في مقتلِ 9 أشخاص بينهم 3 أطفالٍ حسب الحصيلة الأوليّة التي نقلتها بعضُ القنوات الإخباريّة عن مصادر في وزارة الصحّة. ذكرَ الجيش الإسرائيلي في الوقتِ نفسه أنه مستعدٌ لعمليات عسكرية واسعة النطاق في قطاع غزة، فيما أكّد الناطق باسمهِ «القضاء على خلية تخريبيّة تضمُّ 3 مخربين من حماس كانت تهمُّ بنشاطاتٍ شمال القطاع».
نشرَ جيشُ الاحتلال مزيدًا من بطاريات منظومة القبة الحديدية في عدة مناطق وسط إسرائيل في ظلّ تصاعد التوتر بينه وبين باقي فصائل المقاومة، ثمّ تجددت المواجهات في باحات المسجد الأقصى بين قوات الاحتلال وشباب فلسطينيين وذلك حين اقترابِ موعد صلاة العشاء.
عاودَ الطيران الحربي الإسرائيلي استهداف مناطق متفرقة من القطاع، فيما ردَّت السرايا عبر استهداف تل أبيب وعسقلان برشقات صاروخية. أعلنت وزارة الصحّة الفلسطينية في الوقتِ ذاته «ارتفاع عدد الشهداء في غزة إلى 20 بينهم 9 أطفال» وذلك نتيجة الاستهداف الإسرائيلي لبيت حانون قُبيل ساعة تقريبًا.
استمرَّت المواجهات في مناطق عدة بالضفة الغربية بين قوات الاحتلال وفلسطينيين محتجين عقبَ صلاة العشاء، وتركّزت هذه المواجهات في منطقة باب العامود التي شهدت هجومًا عنيفًا لقوات الاحتلال عبر استخدامِ الرصاص المعدني والقنابل المسيلة للدموع، كما شهدت عشرات الاعتقال في صفوفِ الفلسطينيين.
دخلت ألوية الناصر صلاح الدين – وهي الجناح العسكريّ للجان المقاومة الشعبيّة – على الخطّ حينما أعلنت هي الأخرى قصف مدينة عسقلان بـ 8 صواريخ، وواصلت المقاومة الفلسطينية إطلاق رشقات صاروخيّة من القطاع ردًا على اعتداء بيت حانون.
بدأت كنائس فلسطين قُبيل انتصاف الليل في قرعِ أجراسها دعما لقطاع غزة والقدس في وجه الانتهاكات الإسرائيلية وتأكيدًا على الوحدة، فيما ردَّ الاحتلال من خلالِ قرار إغلاق معبر كرم أبو سالم المُخصّص لدخول المواد الغذائية والطبيّة والوقود إلى غزة.

### 11 مايو
مع دخول يوم جديدٍ قصفت زوارق حربية إسرائيلية شاطئ منطقة السودانية شمالي قطاع غزة، في الوقتِ الذي انسحبت فيهِ قوات الاحتلال من المسجد القبلي. أَعلنَ بعدها الجيش الإسرائيلي إطلاق عملية عسكرية على قطاع غزة تحت اسمِ «حارس الأسوار»، وتلا ذلك غارة إسرائيلية استهدفت محيط ميناء خان يونس، فيما ردَّت فصائل المقاومة عبر إطلاق رشقة جديدة من الصواريخ باتجاه بلدات إسرائيلية. على الجانبِ المقابل، أقدم مسلحٌ إسرائيلي على قتلِ شابٍ من مدينة اللد داخل الخط الأخضر وأصابَ آخرين بجروح.
نجحَ المعتكفون في المسجد الأقصى في أداء صلاة الفجر بعد انسحاب قوات الاحتلال عقبَ مواجهاتٍ عنيفةٍ، فيما ظلَّ الوضعُ مشتعلًا في القطاع حينما قصفت زوارق حربية إسرائيلية مجددًا أراضٍ زراعيةٍ شمال غزة. نشرت كتائب القسام مع ساعات الصباح الأولى بيانًا أكّدت فيهِ على أنّ الضربة الصاروخية التي وُجّهت نحو القدس المحتلّة نُفّذت بصواريخ تحملُ رؤوسا متفجرة بقدرة تدميرية عالية يصلُ مداها إلى 120 كم وتدخل الخدمة بشكل مُعلنٍ لأول مرة.

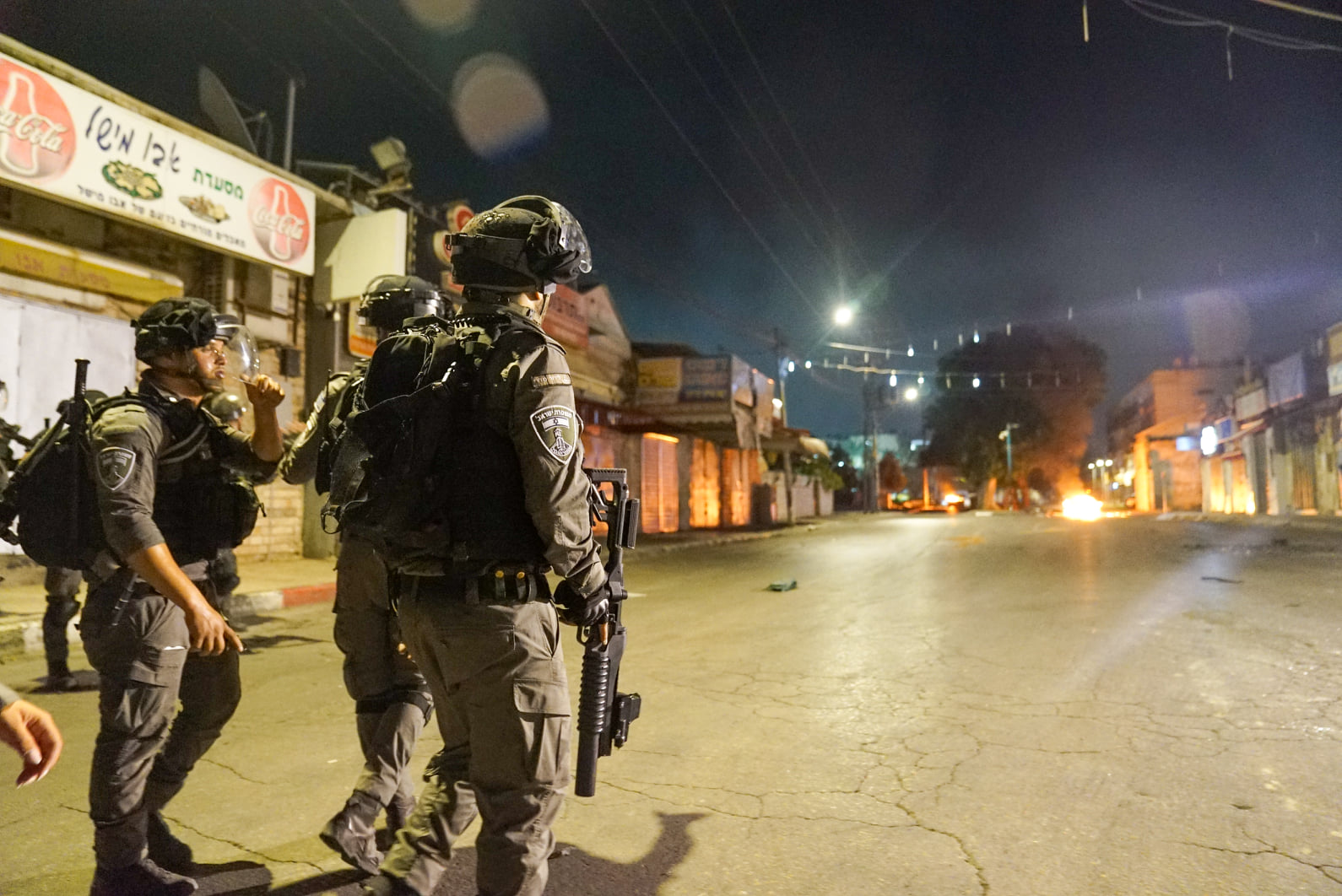
احتجاجات فلسطينيي الداخل في مدينة اللد رفضًا «لجرائم قوات الاحتلال» في الضفّة وغزّة.

أعلنت وزارة الصحّة في فلسطين عن وقوعِ إصاباتٍ جراء قصفٍ إسرائيلي استهدف منزلًا في مخيم الشاطئ غرب مدينة غزة، ثمّ أكَّدت بعدها عن «استشهاد امرأة وإصابات» في حصيلةٍ أوليّةٍ للقصف فيما استقرَّت الحصيلة النهائيّة في ثلاث قتلى. ردَّت المقاومة في الثامنة ودقائق صباحًا (بتوقيت القدس) من خلال رشقاتٍ صاروخيّة باتجاهِ عددٍ من المدن والبلدات الإسرائيليّة.
تسبّبت رشقات الصواريخ التي أطلقتها المقاومة الفلسطينيّة ردًا على الهجمات الإسرائيليّة في القدس وغزّة في إصابة 6 إسرائيليين كما دمَّرت جزئيًا مبنيين في عسقلان. حدَّثت في المقابل وزارة الصحة الفلسطينية حصيلة الهجمات الإسرائيليّة مؤكدّة «ارتفاع عدد الشهداء إلى 25 شهيدًا بينهم 9 أطفال».
أقدمت طائرات الاحتلال في التاسعة ودقائق على قصف مبنى سكني وسط مدينة غزة، ما تسبَّب في مقتلِ شخصين وعددٍ من المصابين. أطلقت بعدها المقاومة الفلسطينية رشقات متتالية من الصواريخ باتجاهِ عسقلان وأسدود والمستوطنات المحاذية لقطاع غزة، وهو ما تسبّب حسب وسائل إعلام في إصابة 5 إسرائيليين ثمّ ارتفعت الحصيلة إلى أن استقرّت في قتيلين إسرائيليين في عسقلان وعددٍ من الإصابات.
صادقَ وزير الدفاع الإسرائيلي قُبيل انتصاف النهار على استدعاء 5 آلاف جندي من الاحتياط لدعم الجبهة الداخلية وشعبة العمليات، ثمّ تلا ذلك قصفًا لطائرات الاحتلال استهدفَ مدرسةً للأيتام في مدينة دير البلح وسط القطاع. أعلنت وزارة الصحة في قطاع غزة مقتل 28 شخصًا بينهم 10 أطفال وامرأة و152 جريحًا في حصيلة حديثة للقصف الإسرائيلي على القطاع.
عاودت إسرائيل استهداف برجٍ سكني في غزّة عبر غارة جويّة ما تسبَّب في انهيارهِ بالكامل، فردَّت كتائب القسام عبر توجيهِ ضربة صاروخيّة قالت إنها الأكبر لتل أبيب وضواحيها بـ 130 صاروخًا. سُمعت بعدها صفّارات الإنذار تدوي في تل أبيب وحيفا فيما أكّدت القناة 12 الإسرائيليّة إصابة مبنى في ضاحية حولون في تل أبيب بصاروخ أُطلق من غزة، قبل أن تُؤكّد نفس القناة مقتل امرأة إسرائيلية جراء سقوط صاروخ على مدينة ريشون لتسيون شمال تل أبيب.
عاودت عشراتٌ من قوات الاحتلال اقتحام باحات المسجد الأقصى عقب صلاة التراويح، كما اندلعت اشتباكاتٌ بين فلسطينيين وإسرائيليين في أم الفحم داخل مناطق 48. شنّت بعدها مقاتلاتٌ حربية إسرائيلية عدة غارات على مناطق مختلفة من مدينة غزة وضواحيها، وهو ما تسبَّب في مقتلِ 3 فلسطينيين وإصابة 4 آخرين. أعلنت وزارة الصحّة الفلسطينية في غزة عن آخر تحديثٍ مؤكّدة «استشهاد 32 شخصًا بينهم 10 أطفال وامرأة و220 جريحًا».

### 12 مايو
شنّ الاحتلال غارات متتالية استهدفت مبنى الجوهرة السكني ما تسبّب في تدميرهِ جزئيًا في الوقتِ الذي واصلت فيهِ فصائل المقاومة الردّ على القوات الإسرائيلية عبر مجموعةٍ من الرشقات المتتاليّة أحيانًا والمتفرقة في أحيانٍ أخرى.
أطلقت زوارق حربية إسرائيلية في الساعة الثالثة ودقائق صباحًا (توقيت فلسطين) عددًا من القذائف الصاروخية تجاه شمال غرب مدينة غزة، كما نقلت مصادر محليّة فلسطينيّة عن وزارة الصحّة خبر مقتل فلسطيني برصاصِ قوات الاحتلال بمخيم الفوار جنوب مدينة الخليل. أعلنَ بعدها الجيش الإسرائيلي قتلهُ لـ 3 ناشطين في جهاز الاستخبارات التابع لحركة حماس، ويتعلّق الأمر برئيس جهاز أمن المخابرات العسكرية وقائد شعبة مكافحة التجسس.
عاودَ الطيران الإسرائيلي في الرابعة والنصف صباحًا شنّ غارات مكثفة استهدفت هذه المرّة جهاز الأمن الداخلي وإدارة الجوازات ومقرات حكومية في قطاع غزة حتى أنّ المتحدث باسم وزارة الداخلية في القطاع أكّد على أنَّ الغارات الإسرائيلية أسفرت عن تدمير جميع مباني مقر قيادة الشرطة.
استهدفت طائرات الاحتلال في حوالي التاسعة صباحًا سيارة مدنية شمال قطاع غزة وهو ما تسبَّبَ في مقتل أشخاص بحسبِ وسائل إعلام محليّة مقربة من وزارة الصحّة. ردَّت فصائل المقاومة سريعًا حينما استهدفت مركبة عسكريّة بقذيفة كورنيت على الحدود مع القطاع وحديث وسائل إعلام إسرائيلية عن مقتل عسكري وإصابة آخرين في استهدافِ المقاومة للسيارة العسكريّة في غلاف غزة.
عاودت طائرات الاحتلال الإسرائيلي قُبيل انتصاف النهار قصف منزلٍ شمال مدينة غزة، حيث سُمع دوي انفجارات عنيفة في المنطقة التي تعرضت للقصف وفي مناطق أخرى قريبة. أصدرت بعدها وزارة الصحة الفلسطينية تحديثًا جديدًا لحصيلة الاعتداء الإسرائيلي والذي بلغَ «48 شهيدًا بينهم 14 طفلًا و3 نساء و304 إصابات بجروح مختلفة»، فيما لم ينشر الجيش الإسرائيلي حصيلة خسائره لكنّه تحدث في المقابل عن تقديراتٍ تُشير إلى أن نحو 1050 صاروخًا أُطلقَ من غزة تجاه إسرائيل حتى لحظة صدور البيان.
نشرَ سلاح الجو الإسرائيلي بيانًا قال فيهِ إنه استهدفَ خلية فلسطينية مسؤولة عن تفعيل الطائرات المسيرة، وذكر جيش الاحتلال: «استهدفنا قادة من هيئة أركان عمليات حماس مقربين من محمد الضيف قائد عام كتائب القسام»، فيما ردَّ المتحدث العسكري باسمِ السرايا بالحديثِ عن توجيه ضربة صاروخيّة تجاه تل أبيب ومحيطها ومدن أخرى بـ 100 صاروخ فجر اليوم. نشرت كتائب القسام بيانًا في وقتٍ متأخّرٍ تحدثت فيه عن مقتل القائد الميداني باسِم عيسى أبو عماد قائد لواء غزة وعدد من القادة جراء غارة إسرائيلية قُبيل ساعات.
تجددت المواجهات بين قوات الاحتلال الإسرائيلي والفلسطينيين في الضفة الغربيّة وبالضبطِ في مدينة الخليل، كما اندلعت احتجاجات واشتباكات أخرى في مدينة اللد حتى فرضت الشرطة الإسرائيلية حظرًا للتجوال في المدينة اللد اعتبارًا من الساعة الثامنة مساءً.
أغارت الطائرات الإسرائيليّة على مبنى برج الشروق وسط غزة ما تسبَّب في انهياره، في حين ردَّت المقاومة عبر قصفِ مجموعةٍ من المدن والبلدات برشقات صواريخ تركّزت على سديروت ونقلت وسائل إعلام إسرائيليّة إصابة ثلاث إسرائيليين أحدهم إصابته خطيرة فضلًا عن تضرر مبانٍ بعسقلان.
تسبَّبت الغارات الإسرائيليّة على وسطِ غزة وتحديدًا على مخيم النصيرات في مقتلِ أربع فلسطينيين ليرتفع بذلك إجمالي القتلى إلى 60. عاد في الوقت ذاته التوتر ليسود في حيّ الشيخ جراح بالقدس مع وصول أعدادٍ من المستوطنين إلى المنطقة وذلك بحماية قوات الاحتلال.
واصلت إسرائيل الإغارة على مناطق سكنيّة ومدنية في القطاع فقصفت في التاسعة ودقائق منطقةً في حيّ الشجاعية شرق مدينة غزة ما تسبَّب في سقوطِ فلسطينيّ آخر، في الوقتِ الذي تحدثت فيه وسائل إعلامٍ في تل أبيب عن حصيلةٍ جديدةٍ للقصف الصاروخي الذي استهدف مدينة سديروت والذي تسبب في إصابة 7 إسرائيليين دون وقوع قتلى.
هاجمَ «متطرفون إسرائيليون» في حوالي التاسعة مساءً فلسطينيين في عددٍ من المدن على رأسها طبريا وحيفا واللد ويافا، حيث اعتدوا بالضربِ على فلسطينيين في مناطق متفرقة كما كسروا بعض المحال التجاريّة وخربوا أخرى وسطَ حمايةٍ من قوات الاحتلال، كما اندلعت مواجهات بين قوات الاحتلال وفلسطينيين بالقربِ من حاجز بيت إيل في مدينة البيرة بالضفة الغربية.

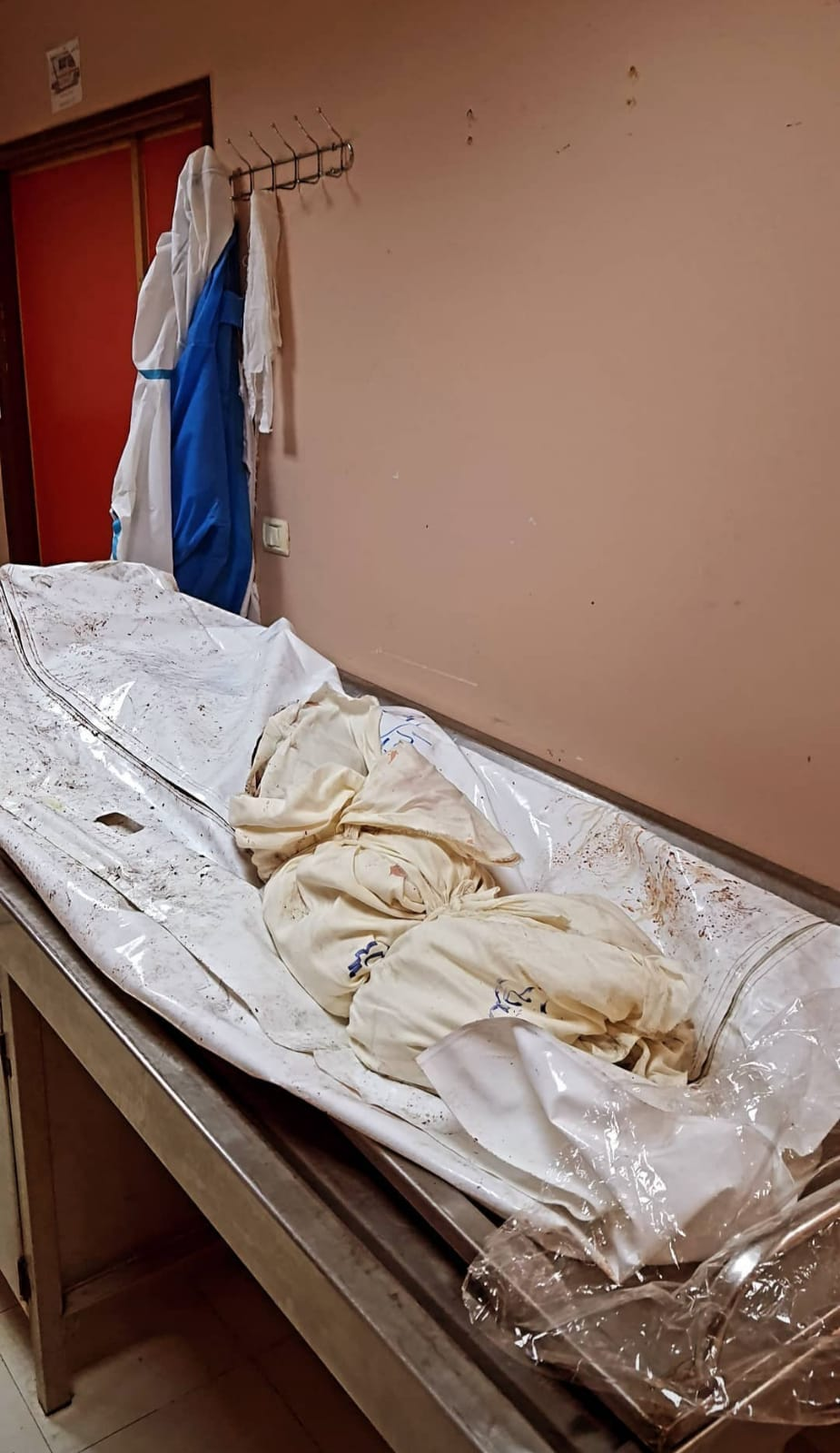
جثة طفلٍ فلسطيني قُتل بسببِ الغارات الإسرائيلية التي استهدفت مناطق مدنيّة في غزّة

استهدفت قُبيل انتصاف الليل غارةٌ إسرائيليةٌ مقر البنك الوطني الإسلامي وسط القطاع، دون وقوعِ خسائر في الأرواح. خرجَ في الوقت عينه الرئيس الأمريكي جو بايدن في تصريحٍ أكّد فيهِ على أنَّ «لإسرائيل الحق الكامل في الدفاع عن نفسها في وجه مئات الصواريخ التي تُطلَق عليها من غزة»، وأضافَ أنه تحدثَ مع رئيس الوزراء الإسرائيلي ويأملُ في انتهاءِ الصراع عاجلًا وليس آجلًا. أكّد في المقابل نائب رئيس حركة حماس صالح العاروري أنّ «فصائل المقاومة أبلغت الوسطاء بأن المطلب لوقف القتال هو كفُّ يدِ الاحتلال عن المسجد الأقصى والشيخ جراح»، وأضافَ أنّ للفصائل قدرة على القتال لشهور طويلة بزخمٍ أكبر.

### 13 مايو
استهدفتْ في تمامِ الواحدة صباحًا غارة إسرائيلية موقعًا تابعُا للفصائل الفلسطينية وسط قطاع غزة، وتبيّن بعدها أنّ قوات الاحتلال كانت قد قصفت عبر مقاتلاتها الحربيّة مقرًا أمنيًا وسط القطاع بصاروخين. عاودت المقاتلات الإسرائيلية في الثامنة والنصف صباحًا شنّ غارات جديدة على القطاع حيثُ دمّرت منزلًا في حي الرمال بعد أن قصفته بصواريخ استطلاع. أحرقَ في نفس الوقت تقريبًا محتجون من فلسطينيي الداخل سيارتين للشرطة الإسرائيلية في بلدة كفر قاسم.
أصدرت وزارة الصحة الفلسطينية تحديثًا جديدًا لحصيلة الهجمات الإسرائيليّة حيث تسبّبت هذه الهجمات في مقتلِ 69 شخصًا من بينهم 17 طفلًا و6 نساء و388 جريحًا. عاودت إسرائيل الإغارة على القطاع مستهدفةً حي الشعب، كما قصفت موقعًا للفصائل الفلسطينية في مخيم البريج. ردَّت المقاومة عبر رشقاتٍ صاروخيةٍ باتجاه عسقلان ومناطق أخرى ثمّ أكّد المتحدث باسمِ كتائب القسام قصفهم لتل أبيب وبئر السبع ونتيفوت وقاعدة تل نوف وقاعدة نيفاتيم.
استدعى الجيش الإسرائيلي 7 آلاف جندي من قوات الاحتياط، فيما أغارت طائراتهُ في تمامِ السادسة والنصف على منزلٍ في مخيم البريج وسطَ حديثٍ عن وقوع قتلى وجرحى. أعلن بعدها متحدثٌ باسمِ الجيش أنّ الأخير استهدفَ بغاراتٍ جويّةٍ منزل مسؤول الطائرات المسيرة في حركة حماس سامر أبو دقة، في الوقت الذي نقل فيه مراسل قناة الجزيرة أنّ الغارات الإسرائيلية على رفح استهدفت منازل سكنيّة ومبان تجارية وخدمية وحكومية.
ردّت فصائل المقاومة عبر إطلاق رشقة صاروخية من القطاع تزامنًا مع الغارات الإسرائيلية والتي استهدفت واحدةٌ منها في حوالي السابعة والنصف بيت لاهيا أثناء عملية انتشال جثثٍ وإسعاف جرحى. اندلعت في التاسعة مساءً مواجهات جديدة بين الشرطة الإسرائيلية وشبان من فلسطينيي الداخل في مدينة حيفا، في الوقت الذي تحدثت فيهِ وسائل إعلاميّة عن إطلاق 3 صواريخ من جنوب لبنان باتجاه شمال إسرائيل.

### 14 مايو
أطلقت الفصائل الفلسطينية رشقات جديدة من الصواريخ باتجاه إسرائيل، وهو ما أكّدته كتائب القسام حينما ذكرت في بيانٍ لها أنها قصفت بعد منتصف الليل عسقلان وأسدود وبئر السبع وسديروت بخمسين صاروخًا، فيما ذكرت وسائل إعلامٍ إسرائيليّة أنّ القبة الحديدية تصدت لعددٍ من الصواريخ التي أُطلقت من غزة. أعلنت سرايا القدس في وقتٍ لاحقٍ أنها هي الأخرى «وجّهت ضربة صاروخية كبيرة مركزة ومتطورة باتجاه الأراضي المُحتلَّة»، في الوقتِ الذي أعلن فيه الإسعاف الإسرائيلي عن إصابةِ أحد سكان عسقلان بجروح خطيرة في القصف الصاروخي الذي طال المدينة.

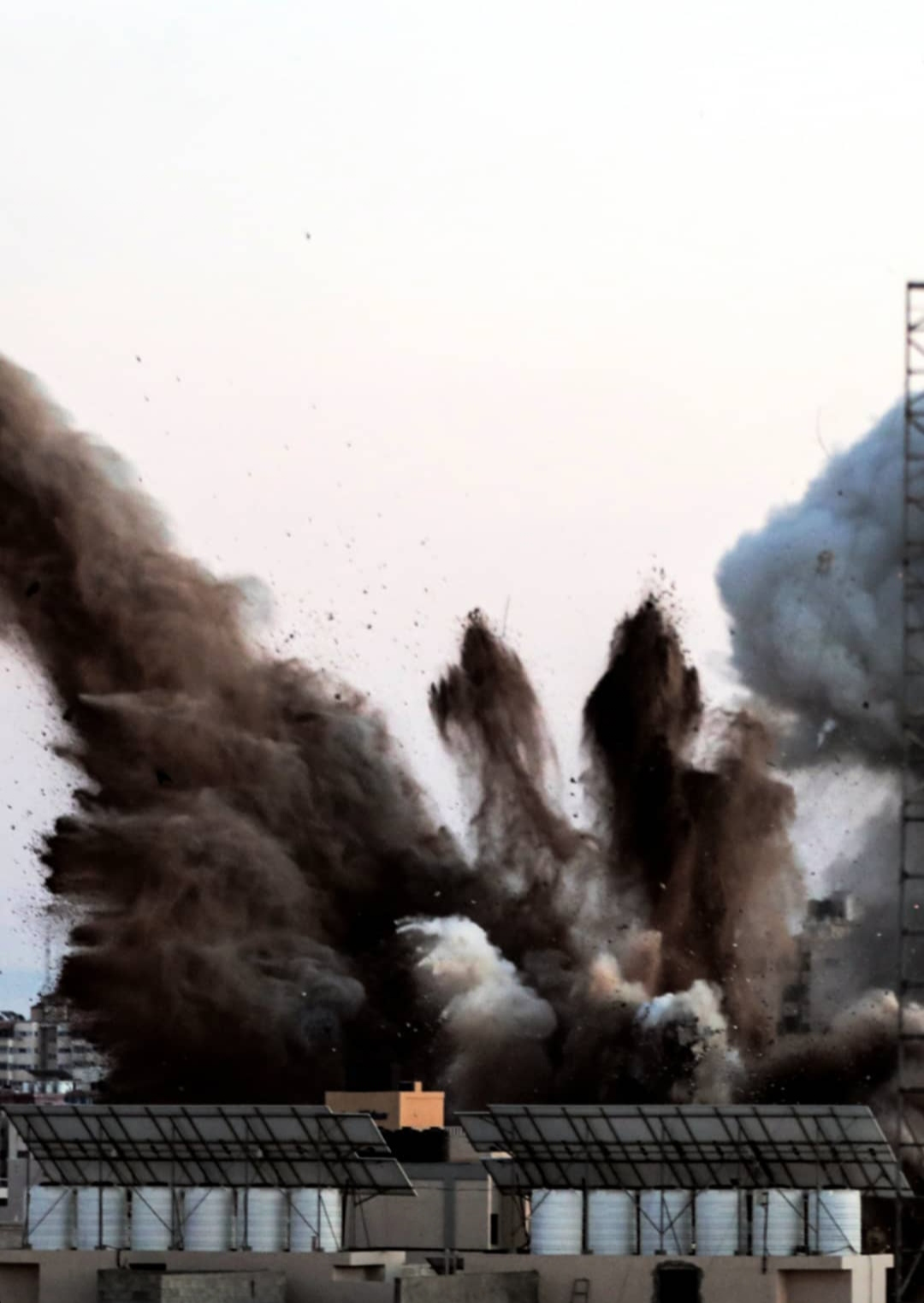
صورة بُعيد قصف الطيران الحربي الإسرائيلي لمبني سكنيّ مدني في قطاع غزّة في الرابع عشر من أيار/مايو 2021

انطلقت بعد صلاة الفجر مسيراتٌ حاشدةٌ في عددٍ من مدن الضفة الغربية دعمًا ونصرةً لقطاع غزة، قبل أن تتحول هذه المسيرات إلى مواجهات معَ قوات الاحتلال عقب محاولة هذه الأخيرة فضها. واصلت على الجانبِ المقابل طائرات حربية إسرائيلية شنّ غاراتٍ على المنطقتينِ الشرقية والشمالية من غزة، مُقابل رد المقاومة عبر رشقاتٍ صاروخيّة استهدفت عددًا من البلدات المتاخمة للقطاع.

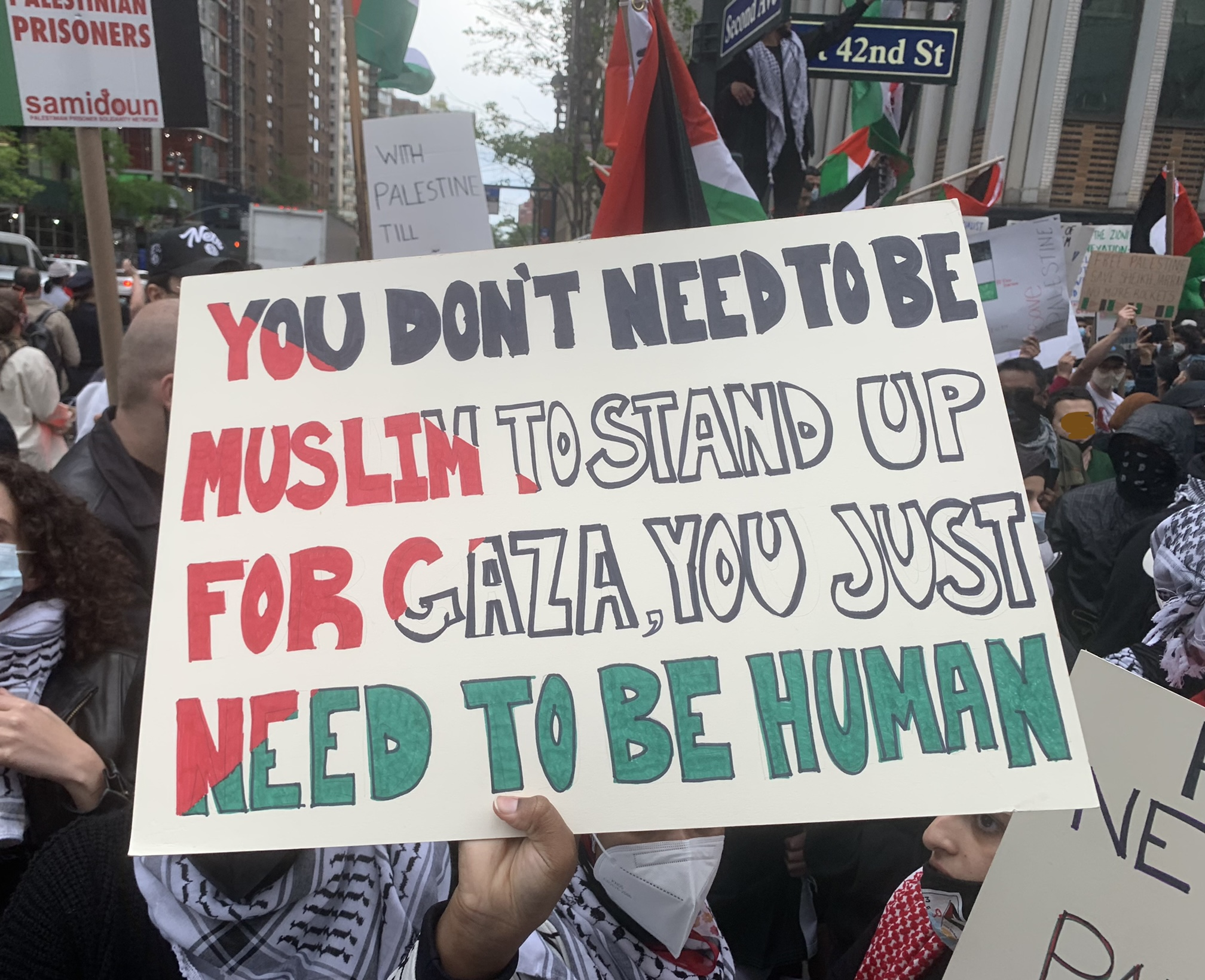
لافتة مكتوبٌ عليها بالإنجليزيّة فيما معناه «لست بحاجةٍ إلى أن تكون مسلمًا للدفاع عن غزة، كل ما عليك هو أن تكون إنسانًا» وذلك خلال تظاهرة في نيويورك على خلفيّة الهجمات الإسرائيليّة في القدس وغزّة

أعلنت وزارة الصحّة فـي غزة في حوالي الثامنة صباحًا عن ارتفاعِ عدد القتلى إلـى 119 بينهـم 27 طفلًا و11 سيدة إضافـة إلـى 600 أُصيبوا بجروح مختلفـة، بينما أعلنت كتائب القسام أنها استهدفت مصنع كيماوياتٍ في بلدة نير عوز بطائرة شهاب المسيرة التي أعلنت عن دخولها الخدمة قبل يومٍ واحدٍ فقط. أغلقت قواتُ الاحتلال مداخل حيّ الشيخ جراح لمنعِ وصول المتضامنين مع أهالي الحي، كما أطلقت النار على فلسطيني بزعمِ تنفيذ عملية دهسٍ عند مستوطنة عوفرا شرق رام الله.
عاودت طائرات الاحتلال قصف مبنى سكنيا في مدينة خان يونس جنوبي قطاع غزة، وسُمعت بعدها صافرات الإنذار وهي تدوي في البلدات الإسرائيلية المحاذية للقطاع. تواصلت في الجهة المقابلة المواجهات في الخليل وفي مناطق أخرى بين قوات الاحتلال والفسطينيين، وأعلنَ الهلال الأحمر في منتصف النهار عن إصابة 101 من الفلسطينيين في الضفة الغربيّة منذ فجر اليوم.
أطلقت قوات الاحتلال الرصاص الحيّ لتفريق محتجين فلسطينيين عند حاجز بيت إيل وحواجز أخرى، في وقتٍ كانت تشنُّ فيه الطائرات الحربيّة غاراتٍ متفرقة على غزّة، بينما استمرَّت فصائل المقاومة في الرّد عبر توجيهِ دفعات صواريخٍ هي الأخرى باتجاه عسقلان وياد مردخاي وبلدات إسرائيلية عدّة في غلاف القطاع.

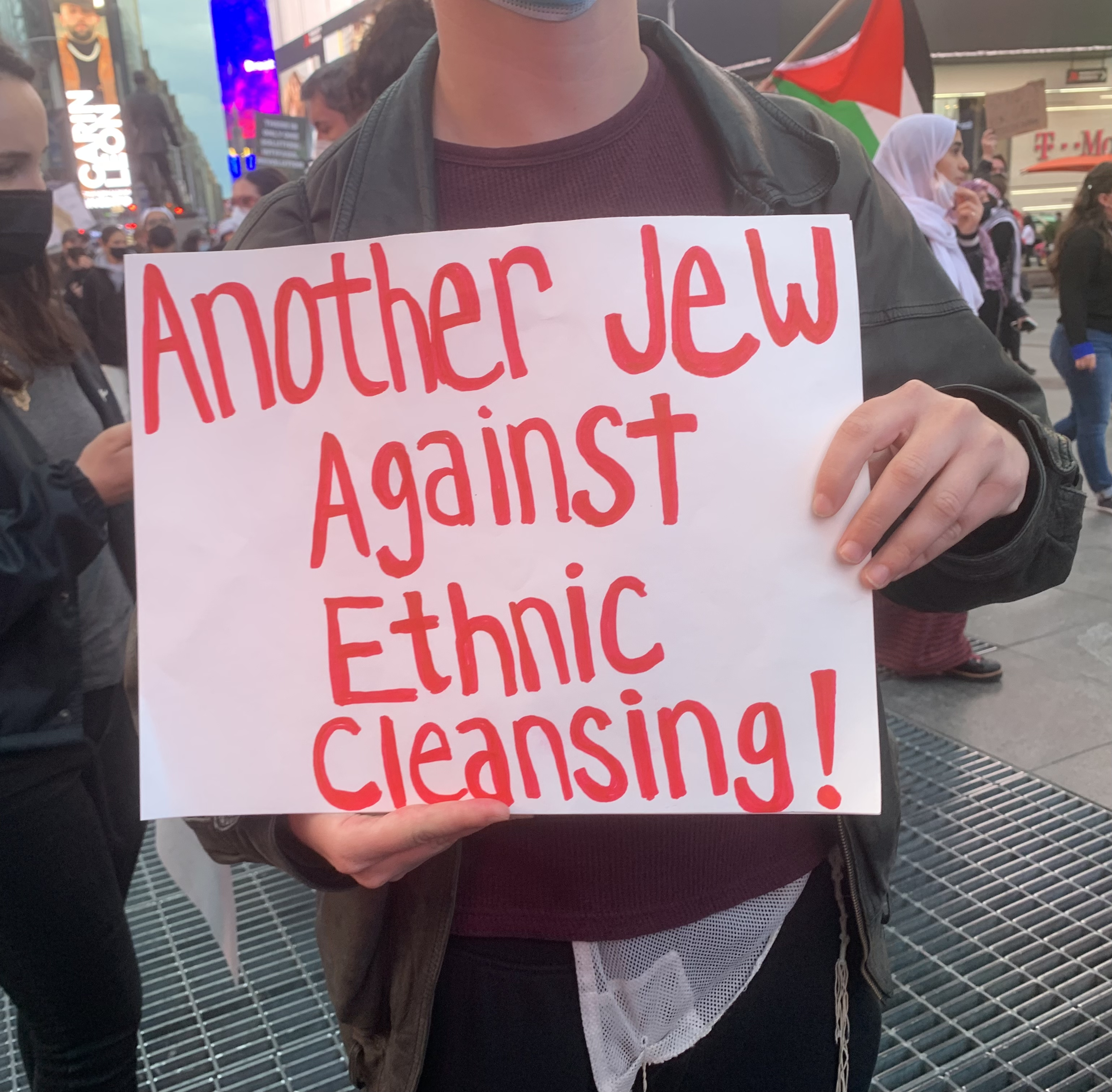
لافتة أخرى خلال نفس التظاهرة في نيويورك دعمًا لفلسطين في وجهِ الهجمات الإسرائيليّة ومكتوبٌ عليها باللّغة الإنجليزيّة فيما معناه: «يهوديٌّ آخرٌ ضدَّ التطهير العرقي!»

انطلقت احتجاجاتٌ جديدةٌ في حيّ الشيخ جراح، لكنّ القوات الإسرائيلية قمعتها وقمعت معها أعدادًا من المتظاهرين حيث اعتقلت الكثير في صفوفهم واعتدت بالضربِ على آخرين. أعلنت وزارة الصحّة الفلسطينية عن مقتل 26 فلسطينيًا وإصابة 600 آخرين اليوم فقط جرّاء الاعتداءات الإسرائيلية بالضفة والقدس وغزة.
أعلنَ الجيش الإسرائيلي في تمامِ العاشرة مساءً أنه رصدَ إطلاق ثلاث صواريخ من داخل سوريا باتجاه إسرائيل وتحدث عن سقوط أحدهم داخل الأراضي السورية، وكانت الرئاسة اللبنانيّة قد أدانت مقتل شابٍ برصاص الجيش الإسرائيلي على الحدود الجنوبية، فيما أعلن الرئيس اللبناني أن وزارة الخارجيّة «أبلغت الأمم المتحدة بالاعتداء على الشاب اللبناني تمهيدًا لاتخاذ الخطوات اللازمة.»
تسبَّبَ قصفٌ إسرائيلي في حوالي العاشرة والنصف على جباليا شمالي قطاع غزة في مقتل طفلة فلسطينيّة، فيما استمرَّت المواجهات في أم الفحم بين القوات الإسرائيلية وفلسطينيي الداخل. أعلنت كتائب القسام في تلك الأثناء أنّها «قصفت بئر السبع انتقامًا لشهداء الضفة وردًا على استهداف المدنيين شمال قطاع غزة.»
هاجمَ «متطرفون إسرائيليون» في وقتٍ متأخرٍ من الليلة بالزجاجات الحارقة منزل فلسطينيٍّ في مدينة يافا، وانتشر فيديو على الإنترنت يُظهر إصابة طفلينِ بحروق متفاوتة الخطورة جرّاء هجوم الإسرائيليين.

### 15 مايو
ارتكبت طائرات الاحتلال الإسرائيلي في حوالي الواحدة صباحًا مجزرةً ثانيّة منذ اندلاعِ هذه المواجهات – بعد مجزرة بيت حانون – حيثُ قصفت منزلًا في مخيّم الشاطئ غربي غزة وهو ما تسبَّبَ في مقتل 10 مدنيين بينهم أطفال، فيما واصلت فرق الدفاع المدني البحث عن 5 مفقودين بين ركام المنزل المُدمَّر. عاودت الطائرات الحربية الإسرائيلية قصف مبنى سكنيا في حيّ تل الهوى جنوب مدينة غزة بعد ساعة تقريبًا من قصفها للمنزل في مخيم الشاطئ.
أعلنت كتائب المقاومة الوطنية إطلاق رشقة صاروخيّة على مدينة عسقلان «ردًا على استمرار المجازر بحق الشعب الفلسطيني»، فيما واصلت طائرات الاحتلال شنّ سلسلة غارات على مناطق متفرقة في قطاع غزة، كما استهدفت منزلًا آخر في بلدة جباليا، ومنزلًا ثالثًا بعد سويعاتٍ غربي مدينة خان يونس وهو المنزل الذي تدمَّر بالكامل، فضلًا عن منزلٍ رابعٍ في حي الصبرة.
أعلنت كتائب القسام قُبيل انتصاف النهار قصفها مستوطنة سديروت شمال قطاع غزة بعدة صواريخ، ثمّ قصفت بعدها الكتائب مدينة تل أبيب بعشرات الصواريخ «ردًا على مجزرة مخيّم الشاطئ بحقّ النساء والأطفال». نشرت وسائل إعلام إسرائيلية أخبارًا تُفيد بأنّ 30 صاروخًا استهدف مدينة تل أبيب وضواحيها، فيما طلبَ الجيش الإسرائيلي من سكّان المدينة الدخول إلى الملاجئ والبقاء فيها حتى إشعارٍ آخر. ألحقت صواريخ المقاومة على تل أبيب أضرارًا جسيمة وخاصّة في مدينة رمات غان، وأعلنَ الإسعاف الإسرائيلي في وقتٍ لاحقٍ عن سقوط قتيلٍ إسرائيلي جراء القصف الصاروخي من غزة.
أمهلَ جيش الاحتلال الإسرائيلي قبل الثانيّة زوالًا قاطني برج الجلاء أقلّ من ساعة واحدة لإخلائه، وهو البرج المعروف بضمّه لمقر وكالات أخبار عالمية في غزة، قبل أن تبدأ طائرات استطلاع إسرائيلية في الإغارة على البرج، ثم عاودت قصفهُ بأربعة صواريخ، قبل أن تشنّ عليهِ سلسلة غاراتٍ حتى انهار بالكامل، لتعلن بعدها كتائب القسام أن تدمير البرج سيعطي الإسرائيليين عواقب وخيمة وذكرت أن الكتائب بمجرد سماع التهديد أطلقت رشقة صواريخ على تل أبيب.

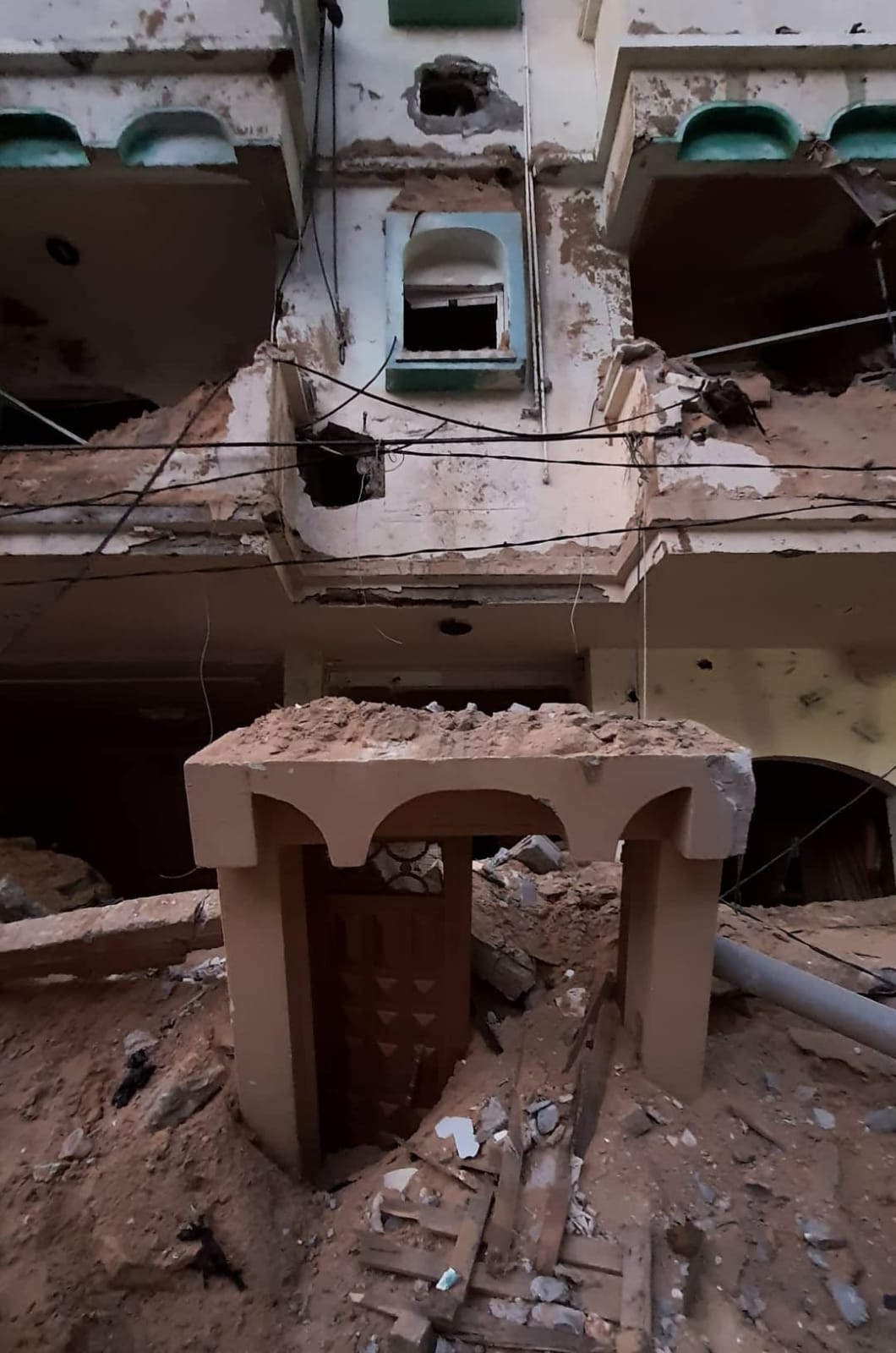
صورة تُظهر آثار القصف الإسرائيلي على مبنى مدنيّ في قطاع غزّة

نشرَ الجيش الإسرائيلي بيانًا برَّرَ فيه قصفهُ مبنى الجلاء الذي يضمُّ مكاتب إعلامية مدنية وقال إنّ حركة حماس تتستر من وراء هذه البنايات وتستخدمها دروعًا بشرية دون تقديم دليلٍ على ذلك أو شيءٍ من هذا القبيل. قصفت مدفعية الجيش الإسرائيلي عند حوالي السابعة مساءً أراضٍ زراعية بقذائف صاروخية في بيت لاهيا شمالي قطاع غزة، وردَّت فصائل المقاومة سريعًا حينما أرسلت دفعة من الصواريخ باتجاه سديروت وكريات جات.
أغارت إسرائيل في التاسعة إلّا دقائق على منزل القيادي في حماس خليل الحيّة، ثمّ قصفت مقاتلات حربية إسرائيلية منزلًا ودمّرته بالكامل غرب مدينة غزة. اندلعت في الوقتِ ذاته مواجهاتٌ في بيت لحم والخليل بين قوات الاحتلال ومحتجّين فلسطينيين، فيما أعلنت وزارة الصحة الفلسطينية عن «وقوع شهيدٍ برصاص قوات الاحتلال في إطلاق نارٍ على مركبته قرب مخيم الفوار جنوبي الخليل».
أعلنَ أبو عُبيدة، المتحدث باسمِ كتائب القسّام في العاشرة مساءً: «بأمرٍ من قائد هيئة الأركان أبو خالد محمد الضيف يُرفع حظر التجول عن تل أبيب ومحيطها لمدة ساعتين من الساعة العاشرة وحتى الساعة الثانية عشرة ليلاً، وبعد ذلك يعودوا للوقوف على رجلٍ واحدة.» جدّدت طائرات الاحتلال في المقابل غاراتها على برج سكني في غرب مدينة غزة، حيثُ قصفت برج الأندلس بعددٍ من الصواريخ، كما قصفت قُبيل منتصف الليل محال تجارية في حي الزيتون شرق مدينة غزة.

### 16 مايو

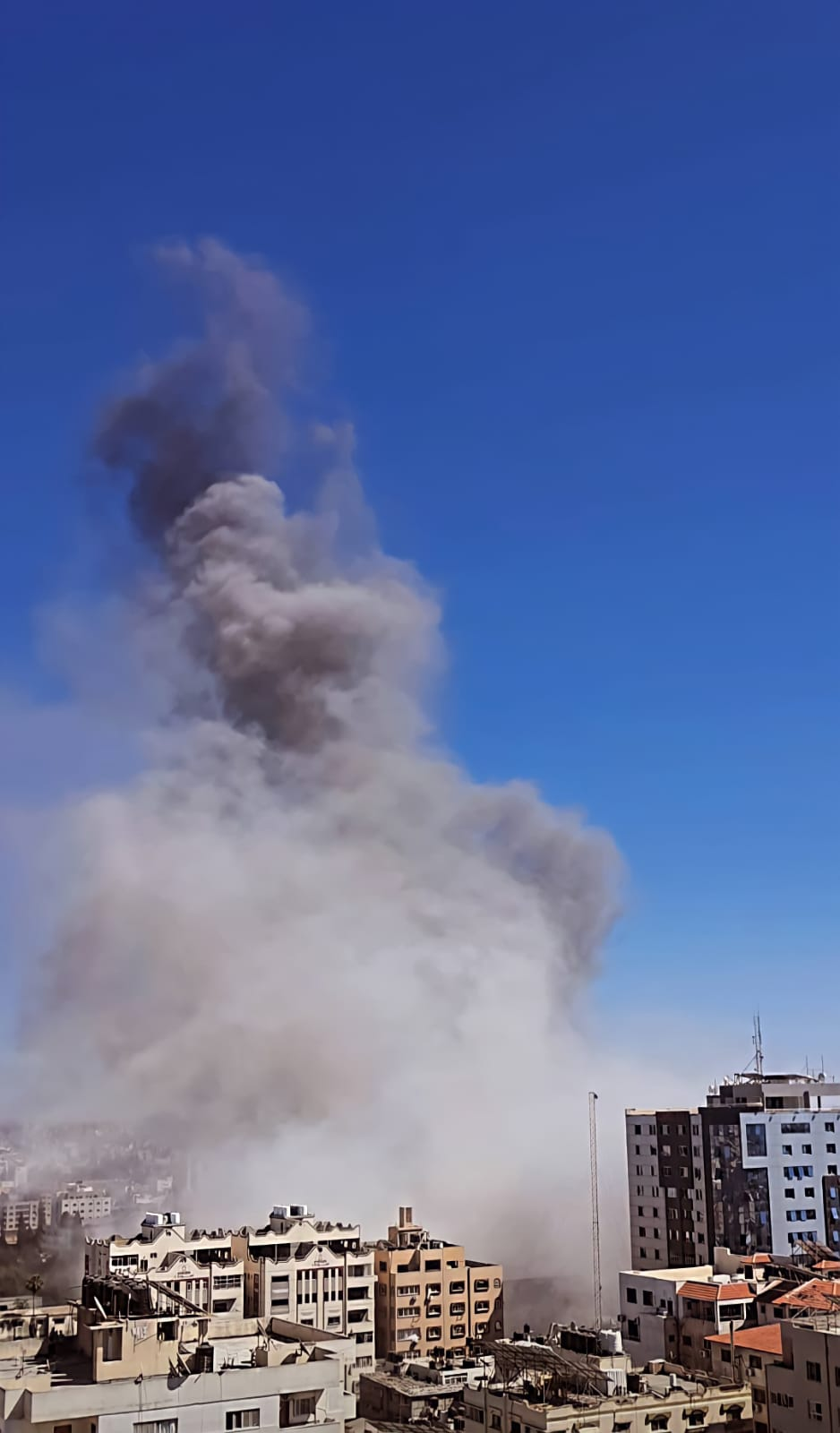
أعمدة الدخان والغبار المتصاعدة من مبنى الجلاء في قطاع غزّة بعد قصفهِ من قِبل طيران الاحتلال الإسرائيلي وهو المبنى الذي كان يضمُ مكاتب إعلاميّة لقناة الجزيرة القطريّة وصحيفة أسوشيتد برس الأمريكيّة فضلًا عن عشرات المنازل السكنيّة.

أعلنَ المتحدث باسم القسام بعد انتصافِ الليل بدقائق عن البدء في توجيه ضربة صاروخية كبيرة بعشرات الصواريخ لأسدود ردًا على قصف برج الجلاء، كما قصفت فصائل المقاومة بعشرات الصواريخ تل أبيب، حيث سُمعت صفارات الإنذار تدوي هناك. تحدثت وسائل إعلام عربيّة عن سقوطِ أكثر من 40 صاروخًا على تل أبيب ووسط إسرائيل في الرشقتين بعد منتصف الليل. أعلنت وزارة الصحة الفلسطينية في المقابل عن سقوطِ قتيلينِ برصاصِ الاحتلال الإسرائيلي في طولكرم شمالي الضفة الغربيّة.
بدأت طائرات الاحتلال في تمامِ الساعة الواحدة وستّ دقائق في شنّ غاراتٍ جويّةٍ وُصفت بـ «العنيفة جدًا» على مدينة خان يونس جنوبي قطاع غزة، كما قصفَ الطيران الحربي الإسرائيلي منزلينِ في شارع الوحدة بمدينة غزة في نفس الوقت، وأغار على مناطق أخرى في القطاع. تحدثت بعد ذلك مصادر طبية فلسطينية عن وصولِ عشرات المصابين إلى مستشفى الشفاء، في الوقتِ الذي استمرَّ فيه البحثُ عن عددٍ من المفقودين في شارع الوحدة جرّاء القصف العنيف.
واصلَ طيران الاحتلال الإسرائيلي شنّ عشرات الغارات الجوية على مناطق متفرقة من قطاع غزة، فيما ردَّت كتائب القسّام في حوالي الثانية صباحًا عبر قصفِ بئر السبع بدفعة صاروخيّة. تسبَّبت الغارات الجويّة – وتجاوز عددها 100 غارة حسبَ وسائل إعلام إسرائيلية – في تدميرٍ كليّ لعددٍ من المباني وسط غزّة، حيثُ نجحت طواقم الدفاع المدني في انتشالِ عددٍ من الضحايا وواصلت البحث عن ناجين تحت أنقاض المنازل المهدمة. أعلنَ الجيش الإسرائيلي فجر اليوم أنه استهدفَ منزلي يحيى السنوار القيادي في حركة حماس وشقيقه محمد السنوار القيادي في القسّام، كما واصلت الطائرات الإسرائيليّة قصف المنازل السكنيّة في بلدة جباليا وفي بلدات أخرى شمال القطاع.
أعلنَ المتحدث باسم وزارة الصحة بغزة عن «ارتفاع عدد شهداء القصف الإسرائيلي فجر اليوم إلى 15 والجرحى إلى 45» غالبيّتهم من المدنيين وخصوصًا من الأطفال والنساء، ثمّ حدثت وزارة الصحّة في وقتٍ لاحقٍ الحصيلة الإجماليّة: «181 شهيدًا بينهم 52 طفلًا و31 امرأة وإصابة 1225 منذ بدء العدوان الإسرائيلي على القطاع». أطلقت فصائل المقاومة قُبيل انتصاف النهار دفعة جديدة من الصواريخ باتجاه بلدات إسرائيلية عدة في غلاف غزة، حيث سقط صاروخين على الأقل وسط مدينة نتيفوت في النقب الغربي فيما نجحت القبّة الحديديّة في التصدّي لصواريخ أخرى.
أُصيب عند الخامسة مساءً 7 من جنود شرطة الاحتلال في عملية دهسٍ في حيّ الشيخ جراح بالقدس، فيما تحدثت وسائل إعلامٍ إسرائيليّة عن إطلاق النار على المُنفّذ. أصدرت على الجانبِ المقابل وزارة الصحة الفلسطينية بيانًا تحدثت فيهِ عن ارتفاع عدد ضحايا غارات اليوم على القطاع إلى 37 قتيلًا من بينهم 13 امرأة و8 أطفال، قامت مظاهرات في الأردن أمام مبنى السفارة الإسرائيلية هناك حيث قام مئات المتظاهرين بمحاصرة السفارة ورفع الأعلام الفلسطينية والأردنية ورفعوا لافتات تطالب الحكومة بضرب إسرائيل وإلغاء أتفاقات السلام بين الأردن والكيان الصهيوني وهدم السفارة الإسرائيلية وطرد السفير ومساعدة فلسطين في الحرب وفتح الحدود الفلسطينية الأردنية.
شنّت طائرات الاحتلال غارات إسرائيلية على ثلاث منازلٍ في بيت حانون بقطاع غزة في السابعة وأربع دقائق مما تسبَّب في مقتل ثلاث فلسطينيين، ثمّ ردّت فصائل المقاومة سريعًا حينما أطلقت في السابعة وعشر دقائق دفعة جديدة من الصواريخ من القطاع باتجاه مناطق في إسرائيل وخاصّة أسدود. قامت قوات الاحتلال في وقتٍ لاحقٍ بإغلاقِ كل مداخل حي الشيخ جراح عقب عمليّة الدهس. أغارت طائرات الاحتلال من جديدٍ على منزلٍ في حيّ الشجاعية شرق مدينة غزة، ثمّ قصفت عبر المدفعيّة الثقيلة شرق خان يونس ومخيمي البريج والمغازي، كما قصفت بالطائرات قُبيل انتصاف الليل منزلًا في حيّ الصبرة.

### 17 مايو
بدأ الاحتلال الإسرائيلي بُعيد انتصاف الليل من جديدٍ – كما فعلَ الليلة الماضيّة – في شنّ غارات جويّة مكثّفة استهدفت مناطق متفرقة في جنوب قطاع غزة وشمالها، وردت كتائب القسام سريعًا بعدما أعلنت عن إطلاقِ دفعة صاروخية جديدة تجاه مدينة عسقلان «ردًا على العدوان المتواصل بحق المدنيين».
تركّز القصفُ الإسرائيلي منطقة سكنيّة في حي الزيتون في مدينة غزة ومنطقة سكنيّة ثانية في خان يونس، كما استهدفت الطائرات الحربيّة مقر الاستخبارات العسكرية لحركة حماس، تزامنًا مع قصفٍ مكثفٍ آخرٍ من سلاح البحرية على مواقع قال جيشُ الاحتلال أنها تتبعُ حماس.
شُوهدت ألسنة دخان كثيفةٍ وأصوات انفجارات كبيرة في مناطق مختلفة من مدينة غزة ومحيطها جرّاء القصف الإسرائيلي، والذي توسّع ليشمل حي تل الهوى في جنوب مدينة غزة المكتظّ هو بالآخر بالمدنيين. تحدث مراسل الجزيرة عن أكثر من 60 غارة إسرائيلية على غزة ومحيطها خلال نصف ساعة.
أكّد الجيش الإسرائيلي أنه نفّذ فعلًا غاراتٍ على نطاقٍ واسعٍ ضد أهداف في جميع أنحاء قطاع غزة، في الوقتِ الذي أكّدت فيه مصادر إعلاميّة فلسطينيّة من داخل القطاع أنّ القصف الإسرائيلي المُكثَّف على القطاع شمل مواقع مدنية وشوارع رئيسية ومؤسسات حكومية. أطلقت فصائل المقاومة الفلسطينيّة دفعاتٍ جديدةٍ من الصواريخ باتجاه بلدات إسرائيلية في الساعة 03:50 صباحًا، ثمّ أعلنت السرايا في تمامِ الـ 04:18 صباحًا أنها وجّهت ضربة صاروخية مكثفة «ردًا على القصف الإسرائيلي وإرهاب المدنيين الآمنين».
جدَّدت قوات الاحتلال الإسرائيلي في السابعة صباحًا غاراتها على قطاع غزة، ثمّ أعلنَ المتحدث باسم الجيش أنّ الغارات الأخيرة «استهدفت 9 منازل لقادة في حماس في أنحاء القطاع»، وأضاف: «هجمات الليلة الماضيّة كانت المرحلة الثالثة من عملية حارس الأسوار ... المقاتلات الحربية شنّت الليلة الماضية غارات مكثفة على مشروع الأنفاق العملاق لحماس. لقد هاجمنا 1180 هدفًا في أنحاء القطاع منذ بدء العمليات ورصدنا إطلاق 3160 صاروخًا وقذيفة من غزة.»
أعلنت في المقابل كتائب القسام بعد الزوال أنها استهدفت بارجة إسرائيلية في عرض البحر قبالة شواطئ غزة بدفعةٍ من الصواريخ، فيما استهدفت سرايا القدس مدينة هرتسليا شمال تل أبيب بعددٍ من الصواريخ وهو ما تسبّب في اندلاعِ حريقٍ على مقربةٍ من إحدى البنايات دون الإبلاغ عن وقوعِ قتلى أو جرحى. أصدرت بُعيد ذلك حركة الجهاد الإسلامي في فلسطين بيانًا ذكرت فيه: «ننعى الشهيد حسام أبو هربيد قائد سرايا القدس في لواء شمال غزة.»
عاودت الطائرات الإسرائيليّة بعد الرابعة مساءً شنّ غاراتها على القطاع حيثُ استهدفت منزلًا في دير البلح، وآخر في حيّ الشجاعية ما أدى لتدميرهِ بالكامل، كما قصفت منزلا ثالثًا في بيت لاهيا فسقطَ بالكامل. ردَّت الكتائب عبر قصفها قاعدتي رعيم وحتسور بدفعة صاروخيّة. بحلول الخامسة مساءً أطلقت الطائرات الإسرائيلية صاروخًا تحذيريًا على بناية المهند في غزة تمهيدًا لتدميرها كليًا وهي البناية التي تضمُّ 6 طوابق وشققًا سكنيّة.
أغارت طائرات الاحتلال بعد السابعة مساءً على شقة سكنية في مبنى مقابل مقر وزارة الصحة، وهو ما تسبّبَ في مقتل فلسطينيين اثنينِ وجرحِ ما لا يقلُّ عن عشرة آخرين. ردَّت فصائل المقاومة من جديدٍ حينما أطلقت دفعات من الصواريخ استهدفت بلداتٍ إسرائيليةٍ متاخمة للقطاع، فيما ذكر المتحدث باسم كتائب القسام في مقطع فيديو قائلًا: «نُحذّر العدو إن لم يتوقف حالًا عن قصف البيوت الآمنة سنعاود قصف تل أبيب»، أما الجيشُ الإسرائيلي فقد برَّر قصفهُ للشقّة السكنية في المبنى المُقابل لمقر وزارة الصحّة في حي الرمال بالقولِ إنه قصفَ غرفة العمليات الرئيسية للأمن الداخلي التابع لحماس.
أعلنَ المتحدث باسم الجيش أن إسرائيل ستزيدُ وتيرة العمليات في غزة وستضرب أهدافًا جديدة، في الوقتِ الذي حدثت فيهِ وزارة الصحة في غزة حصيلة الهجمات الإسرائيليّة: «212 شهيدًا بينهم 61 طفلًا و36 امرأة وإصابة 1400 بجراحٍ مختلفة». عاودت طائرات الاحتلال قصف منزلٍ آخرٍ في حي تل الهوى جنوبي مدينة غزة، وهو الحيّ الذي تعرض للعديد من الغارات منذُ بدء المواجهات. ردَّت المقاومة سريعًا حينما أعلنت سرايا القدس عن إصاباتٍ مباشرةٍ في مبانٍ بمدينة سديروت برشقات صاروخية وجّهتها لها بالإضافةِ إلى النقب الغربي.
أعلنَ المتحدث باسم الجيش الإسرائيلي قُبيل انتصاف الليل في تحديثٍ جديدٍ لما تُطلق عليها إسرائيل اسمَ عمليّة «حارس الأسوار» رصد إطلاق 6 قذائف صاروخية من داخل لبنان لكنّها سقطت جميعها داخل الأراضي اللبنانية، وأكّد أنَّ المدفعية الإسرائيلية قامت بإطلاق نيرانها نحو مصادر النيران تزامنًا مع تحليقِ طائرات استطلاع إسرائيلية في أجواء المنطقة الحدودية جنوبي لبنان.

### 18 مايو
بدأت طائرات الاحتلال من جديدٍ بُعيد منتصف الليل –ولليوم الثالث على التوالي– شنّ غاراتٍ جويّةٍ عنيفةٍ على قطاع غزّة، حيثُ أطلقت في البدايةِ صواريخ تحذيرية على منطقة الكتيبة غرب مدينة غزة، ثمّ ما لبثت وأن قصفت المبنى في ظرفِ دقائق معدودة حينما أغارت عليهِ بخمس غاراتٍ متتاليّة.
شنّت الطائرات الإسرائيليّة غاراتٍ جديدةٍ على حيّ النصر، حيثُ قصفت فجرًا بناية سكنية في الحيّ ما تسبب في انهيارِ جزءٍ كبيرٍ منها دون حديثٍ عن ضحايا. ردَّت كتائب القسام عبر قصفها نتيفوت بدفعة صاروخية فيما قالت إنه «ردٌ أوليٌّ على العدوان الإسرائيلي فجر اليوم».
تحدثت في الوقت ذاته مصادر فلسطينيّة عن نحو 60 طائرة أطلقت أكثر من 110 صواريخ على قرابة 65 هدفًا في قطاع غزة منذ بداية اليوم. عاودت المدفعيّة الإسرائيلية هي الأخرى قصفها للمناطق الشمالية والشمالية الشرقية من القطاع، فيما أعلنَ الجيش الإسرائيلي في ساعات الصباح الأولى عن قصفهِ 10 منصات للصواريخ كانت جاهزة ومُصوّبة نحو تل أبيب كما وردَ في بيانه.
أطلقت قوات الاحتلال في حوالي العاشرة صباحًا (توقيت فلسطين) النار على شاب فلسطيني قُرب حاجزٍ عسكري يُؤدّي للمسجد الإبراهيمي بالخليل، في الوقت الذي أغارت فيهِ على رفح جنوبي غزة وبيت حانون شمالي القطاع. سُمعت بعد الحادية عشر صباحًا دوي صفارات الإنذار في عدة بلدات متاخمة لقطاع غزة، وأعلنت بعدها كتائب القسام أنها قصفت مستوطنة أوفكيم بالصواريخ. عاودت الكتائب استهدافها لجنوب عسقلان بالصواريخ حيث شُوهدت القبة الحديدية وهي تُحاول اعتراض عددٍ من الصواريخ، لكنها فشلت في التصديّ لصاروخينِ سقطا في جنوب عسقلان.
كرَّرت الفصائل الفلسطينيّة قصفها الصاروخي للبلدات الإسرائيلية المتاخمة لقطاع غزة، حيثُ قصفت كتائب القسام سديروت بقذائف هاون من العيار الثقيل، فيما قصفت السرايا موقع ناحل عوز بالعشراتِ من قذائف الهاون أيضًا، كما عاودت الفصائل قصفها بعد الزوال لعدّة مناطق حتى أعلنت هيئة البث الإسرائيلية عن تصاعد دخانٍ من مبنى مجلس أشكول الإقليمي بعد استهدافه بصواريخ من غزة.
أعلنت مصادر طبية إسرائيلية عن سقوطِ قتيلينِ و20 جريحًا في القصف الأخير الذي طال مجمع أشكول، كما سُمعت صفارات الإنذار وهي تدوي من جديدٍ في بئر السبع وأسدود وعسقلان مع إطلاق الفصائل الفلسطينية دفعات صاروخية جديدة.
اندلعت مظاهرة كبيرة في أحدِ مداخل مدينة البيرة حيثُ شارك فيها المئات من الشباب الفلسطينيين في ظلّ تواجدٍ مكثّفٍ لقوات الاحتلال التي أطلقت قنابل الدخان والرصاص المعدني المغلّف بالمطاط والرصاص الحيّ تجاه المتظاهرين. أُصيب خلال نفس التظاهرة جنديين إسرائيليين وذلك خلال تعرض قوةٍ عسكريّةٍ لإطلاق نارٍ كثيفٍ عند مدخل البيرة، في الوقتِ الذي كانت تُطلق فيهِ قوات الاحتلال الرصاص بشكلٍ عشوائيّ لمنعِ تقدم المتظاهرين، وهو ما تسبَّب في مقتلِ متظاهر فلسطيني وجرح عشرات آخرين حسب بيانٍ متأخرٍ من وزارة الصحة الفلسطينية.
تجدَّد القصف من عزة على أسدود وعسقلان وبلدات إسرائيلية عدة في غلاف القطاع وذلك ردًا على ما قامت به طائرات الاحتلال حينما قصفت بالصواريخ عدة مناطق غربي النصيرات، كما قصفت بشكلٍ مكثفٍ خان يونس ورفح وخاصّة الأخيرة التي تعرّضت لأزيد من 50 غارة في وقت وجيز. تحدثت وسائل إعلام إسرائيلية في المقابل أنّ إسرائيل حاولت مرتين اغتيال القائد العسكري لحركة المقاومة الفلسطينية حماس محمد الضيف الأسبوع الماضي لكنها فشلت في ذلك.

### 19 مايو
بدأت الطائرات الإسرائيليّة غاراتها الجويّة من جديدٍ على قطاع غزّة بعد منتصف الليل حيثُ أغارت عند حوالي الثانية صباحًا على شقة سكنية وسط مدينة غزة وهو ما تسبَّب في مقتل مدنيين فلسطينيين اثنينِ وارتفعت الحصيلة في وقتٍ لاحقٍ إلى ثلاثة وعدد آخر من الجرحى، كما قصفت المدفعيّة الإسرائيليّة مناطق متفرقة في شرق رفح وشرق خان يونس، قبل أن تُغير طائرة حربيّة على مقرّ جمعية خيرية في رفح جنوبي قطاع غزة.
عاودت مقاتلات إسرائيلية عند الفجر قصف منزلٍ آخرٍ في بلدة بيت حانون فتدمَّر بالكامل، كما قصفت بُعيد ذلك شقة سكنية في حي الشيخ رضوان شمال مدينة غزة، وهو ما تسبَّب في مقتل الصحفي بإذاعة الأقصى يوسف أبو حسين، ودمَّرت الطائرات الإسرائيلية في وقتٍ لاحقٍ منزل القيادي في حركة حماس عطا الله أبو السبح في رفح.
واصلت طائرات الاحتلال عمليّاتها الجويّة حيثُ قصفت في التاسعة صباحًا منزلًا في حيّ الشجاعية، في الوقت الذي بدأت فيه بوارج حربية قصف ساحل مدينة غزة بعددٍ من القذائف الصاروخية. ردَّت المقاومة سريعًا حينما قصفت بعددٍ من الصواريخ التي سقط منها سبعة في مجمع أشكول في النقب الغربي فيما تصدت القبة الحديديّة للباقي. عاودت المقاتلات الحربية شنّ غاراتها على المنازل حيثُ دمَّرت منزلًا بالكامل في حي الأمل بخان يونس بعدما استهدفهُ بعددٍ من الصواريخ.
جدَّدت البوارج الحربية الإسرائيلية قصفها لساحل مدينة غزة بعددٍ من القذائف الصاروخية، كما قصفت منزلًا آخرًا في بني سهيلا شرق خان يونس التي تعرضت للعديدِ من الغارات منذ بداية اليوم، فيما أدَّى قصف مدفعي إسرائيلي استهدف منازل شرق بيت حانون إلى مقتل فلسطينيّ واحدٍ على الأقل وعددٍ من الجرحى. على الجهة المقابلة، رشقت فصائل المقاومة عبر دفعةٍ من الصواريخ مدينة عسقلان ومحيطها الجنوبي، كما قصفت كتائب القسام ضربة بعشرات الصواريخ لأسدود وعسقلان وبئر السبع حسب ما أعلنتهُ في بيانٍ لها.
أطلقت قوات الاحتلال بُعيد الرابعة مساءً النار على فلسطينيّةٍ بالخليل بذريعة محاولتها مهاجمة جنود قرب كريات أربع، ثمّ أعلنت وزارة الصحة الفلسطينية لاحقًا عن «استشهاد الفتاة فلسطينية برصاص قوات الاحتلال في الخليل». أعلنَ الجيش الإسرائيلي عن اعتراضهِ صاروخين أُطلقا من جنوب لبنان، فيما سقط الاثنين الآخرين في مناطق غير مأهولة، كما أكّد قصفهُ مصدر إطلاقها دون مزيدٍ من التفاصيل.
قَتلت المدفعيّة الإسرائيليّة مزارعًا فلسطينيًا في منطقة جحر الديك جنوب شرقي غزة، فارتفعت حصيلة القتلى الفلسطينيين على يدِ الإسرائيليين في يومٍ واحدٍ إلى 12 شخصًا بينهم طفل وامرأة على الأقل. أعلن الجيش الإسرائيلي في وقتٍ لاحقٍ من مساء اليوم أنه استهدفَ 3 قياديين في حماس في شقة سكنية استُخدمت مقرا للقرصنة الإلكترونية، في الوقت الذي كانت تُطلق فيه الدبابات الإسرائيلية قذائف مدفعيّة بشكلٍ كثيفٍ على بيت لاهيا.
ردَّت كتائب القسام عبر قصفها من جديدٍ لمدينة سديروت بعددٍ من الصواريخ سقط بعضها على ثلاث منازل داخل المدينة، وهو ما تسبَّبَ في إصابة جندي إسرائيلي بشظايا أحدِ الصواريخ، كما أُصيب إسرائيليٌّ آخرٌ إثر سقوط قذيفة صاروخية على منزله. عاودت فصائل المقاومة الفلسطينيّة قصفها لمواقع إسرائيلية في غلاف غزة بوابلٍ من الصواريخ وقذائف الهاون. أعلنت كتائب القسام قُبيل منتصف الليل أنها أدخلت طائرة مسيرة من طراز الزواري نفذت طلعات رصد لأهداف ومواقع للجيش الإسرائيلي ثمّ عادت لقاعدتها.
تقدَّم ديمقراطيون في مجلس النواب الأمريكي في نفس اليوم بمشروعٍ لوقف صفقة بيع السلاح لإسرائيل، ومع ذلك فقد أعلنَ البنتاغون أنَّ وزير الدفاع أكَّد لنظيره الإسرائيلي دعمه «لحقّ إسرائيل في الدفاع عن نفسها وحثَّهُ على وقف التصعيد». تحدثت وسائل إعلام إسرائيلية في وقتٍ متأخرٍ عن حادث طعنٍ في منطقة حولون جنوب شرقي تل أبيب، كما تحدثت وسائل إعلامٍ أخرى عن إصابة شخصٍ بجروح في حادث دهسٍ في رمات شلومو بالقدس.

### 20 مايو
بعد بداية يومٍ هادئةٍ نسبيًا، أغارت الطائرات الإسرائيليّة على منزل في خان يونس جنوبي قطاع غزة وهو ما تسبَّبَ في إصابة 8 فلسطينيين على الأقل بينهم أطفال نُقلوا على وجه السرعة إلى مستشفى ناصر في خان يونس، ثمّ تُوفيّت لاحقًا سيّدة متأثرة بالإصابات التي لحقتها جرّاء الغارة الإسرائيلية.
عاودت إسرائيل عمليّاتها الهجوميّة في الصباح الباكر على القطاع، حيثُ قصفت بعد الفجر منزلًا بحي الصبرة جنوبي مدينة غزة ما أدّى لإصابة أطفال من عائلة واحدة، كما قصفت الطائرات الحربيّة مناطق متفرقة في مخيم جباليا ومنطقة الصفطاوي وهو ما تسبَّب في إلحاق أضرار جسيمة بالمباني والبنية التحتية هناك.
ردَّت كتائب القسام على الهجمات الإسرائيلية بُعيد العاشرة صباحًا حينما أعلنت عن استهدافها لحافلة تقلُّ جنودًا قُرب قاعدة زيكيم بصاروخ موجه، ونشرت لاحقًا مقطع فيديو يُوضّح العملية والإصابة المباشرة للحافلة. أكّدت الإذاعة الإسرائيلية في المقابل العمليّة القساميّة متحدثةً عن إصابة جندي إسرائيلي شمالي القطاع بعد هذا الاستهداف.
تجددت الاشتباكات بعد الثانية زوالًا حينما أطلقت كتائب القسام دفعة من الصواريخ باتجاه بئر السبع وضواحيها، ورغم نجاح منظومة القبة الحديديّة في التصدي لغالبيتها إلّا بعض الصواريخ مرَّت وسقطت وسط بئر السبع دون حديثٍ عن قتلى من الجانب الإسرائيلي. شنَّت طائرات الاحتلال من جديدٍ سلسلة غارات شرقي جباليا، كما استهدفت عبر غارة جويّة عمارة الرائد في مدينة غزة، عدى عن تكرارها للقصفِ على بيت لاهيا شمال القطاع.
دمَّر طيران الاحتلال في وقتٍ لاحقٍ منزلًا في مخيّم الشابورة وسط مدينة رفح، ثمّ ردت الكتائب سريعًا عبر قصف بئر السبع بصواريخ «ردُا على استهداف المدنيين والبيوت الآمنة»، فيما تحدثت إذاعة الجيش الإسرائيلي عن سقوط صاروخٍ على «حيّ سكني» في عسقلان وتعرضه لإصابات. شُوهدت في تمامِ السادسة والنصف مساءً مروحيات عسكرية إسرائيلية تُحاول رصد مواقع إطلاق الصواريخ المُنطلِقة من غزة، وتلا ذلك قصفٌ إسرائيليٌّ استهدف سيارة مدنية شمال مدينة غزة.
ردَّت سرايا القدس سريعًا حينما أعلنت استهدافها مدينة نتيفوت بعدة صواريخ منها صاروخ بدر 3. انتشرت أخبارٌ بعد العاشرة مساءً (بتوقيت فلسطين) تتحدثُ عن وقفٍ لإطلاق النار حيثُ نقلت صحيفةُ وول ستريت جورنال عمّا قالت إنّه مسؤولٌ في المخابرات المصرية قوله إنّ هناك عدّة خيارات مطروحة لوقفِ إطلاق النار أحدها هو موافقة جميع الأطراف على ذلك، بينما الخيار الآخر هو وقفٌ مؤقتٌ للقتال أثناء المفاوضات، وأضافت الصحيفة أنّ الخطوط العريضة لوقف إطلاق النار جرى وضعها والمفاوضون يركزون على التوقيت، مؤكّدة أنه من المحتمل أن يدخل الوقف حيّز التنفيذ اليوم الجمعة.
وافقَ المجلس الوزاري الأمني المصغر خلال اجتماعٍ بعد العاشرة مساءً بالأغلبية على وقف إطلاق النار، في الوقت الذي أبلغَ الوسيط المصري إسماعيل هنية أن وقف إطلاق النار سيبدأ الساعة الثانية فجر الجمعة. نشرت بعد ذلك الحكومة الإسرائيلية بيانًا تحدثت فيه عن قبول وقف إطلاق نار متبادل وبدون شروط بناءً على اقتراح مصري، كما صدر بيان رسمي مصري أكّد التوصل إلى اتفاقٍ لوقف إطلاق نار متبادل ومتزامن في غزة بدءا من الساعة الثانية فجرًا، وأنّ مصر ستُرسل وفدين أمنيين لتل أبيب والمناطق الفلسطينية لمتابعة تنفيذ الاتفاق. أصدرت حركة حماس هي الأخرى بيانًا أعلنت فيهِ التالي: «الأشقاء في مصر أبلغونا بأنه تم التوصل إلى اتفاق لوقف إطلاق النار بشكل متبادل ومتزامن ... المقاومة الفلسطينية ستلتزم بهذا الاتفاق ما التزمَ الاحتلال.»

### 21 مايو
أعلنَ الناطق باسم سرايا القدس بُعيد انتصاف الليل أنّ « السرايا ملتزمون بوقف إطلاق النار مع التشديد الحازم على الرد على أي خرقٍ صهيوني،» كما أكّد أن «عاجل ». عمَّت بعدها احتفالاتٌ في شوارع غزة ومدن الضفة الغربية وذلك مع دخول وقف إطلاق النار بين الفصائل الفلسطينية وإسرائيل حيّز التنفيذ، فيما قرَّرت سلطات الاحتلال فتح معبر كرم أبو سالم التجاري جنوبي قطاع غزة لعدة ساعات بعدما كانت قد أغلقتهُ خلال الاشتباكات.
على الجهة المقابلة، واصلَ المسعفون في قطاع غزّة عملهم حيثُ انتشلوا جثمان طفلةٍ من بين أنقاض منزلها الذي دمرته غارة إسرائيلية قُبيل إعلان الهدنة، وانتشلَ المسعفون في وقتٍ لاحقٍ جثث 9 قتلى – بينهم الطفلة – من تحت أنقاض مناطق تعرضت للقصف الإسرائيلي المُمنهَج. أعلنت وزارة الصحة في غزة في ساعات مبكّرة من الصباح عن أنَّ «العدوان الإسرائيلي أسفر عن 243 شهيدًا بينهم 66 طفلًا و39 امرأة وإصابة 1910 أشخاص.»
قام عددٌ من الفلسطينيين بتأديّة صلاة الجمعة في المسجد الأقصى بالقدس، كما أدوا صلاة الغائب على أرواح القتلى الفلسطينيين الذين سقطوا على يدِ قوات وطائرات الاحتلال، ثمّ سرعان ما اندلعت مواجهات جديدة بين حشودٍ من الفلسطينيين وجيش الاحتلال في الضفة الغربية وسطَ تظاهرات شعبية اتجهت نحو نقاط التماس وخاصّة في بيت لحم.
رغم توقّف الاشتباكات رسميًا وإعلان الهدنة ووقف إطلاق النار، فقد واصلت قوات الاحتلال الإسرائيلي وبشكل مكثّف اعتقالها لعددٍ من الشبان الفلسطينيين حيثُ اعتقلت نحو 20 فلسطينيًا في أنحاء متفرقة من القدس ليلة إعلان وقف إطلاق النار، كما اعتقلت أربعة من موظفي المسجد الأقصى من داخل باحات الحرم. واصلت القوات الإسرائيليّة عمليّاتها ثمّ اعتقلت من جديدٍ نحو 15 فلسطينيًا في الضفة الغربية معظمهم من القدس المحتلة.